# Зачула
Зачула је село које се налази у Федерацији Босне и Херцеговине. Смјештено је близу босанскохерцеговачко-хрватске границе. Удаљено је од Требиња око 25 km, а 15 km од Дубровника. Прије рата у Хрватској и Босни и Херцеговини припадао је општини Требиње, а сад општини Равно у Херцеговачко-неретванском кантону. По традиционалној подјели овог подручја, Зачула припада Шуми требињској. Село је добило назив по брду Чула, на чијим падинама се налази.
Становници села Зачула су по својој етничкој припадности Срби, православне вјероисповијести. У селу живе породице с три презимена: Куртовић (најпознатији је Јован Куртовић), Пикић и Станић. Према попису становништва БиХ из 1991. године, Зачула је имала 23 становника. У селу је постојала православна црква Светог пророка Јеремије, пророка чију су славу славили сви сељани Зачуле. Цијело село као и црква, срушено је и спаљено у септембру 1992. године од стране Хрватске војске. Пред улаз у село су остаци турске куле.

## Црква, црквице, стећци и тумули
Цркву Св. пророка Јеремије финансирао је Зачуљанин Васо Куртовић, исељеник у Аргентину. Према казивању Дубравка Куртовића из Требиња, око 1930-е године Васо је изразио жељу да у Шуми требињској подигне задужбину. У првим замислима то је била школа, негдје у мјесту Хум, но од тога се одустало и одлучило се за цркву. Васин брат, Глиго Куртовић ишао је на Цетиње, средиште тадашње Зетске бановине у Краљевини Југославији, затражити дозволу за градњу цркве. Дозволу је потписао бан Петар Иванишевић и сам Херцеговац, поријеклом из села Пољица у Поповом пољу. Црква се почела градити 1936. године, главни извођач радова био је Иво Скарамуца из Равног, док је иконостас израдио Радован Витковић. Црква је рађена три године и свијештање је обављено на Јеремијевдан, 14. маја 1939. године. Даљњу бригу о цркви преузео је Глигов син Ћетко Куртовић. Изградња цркве износила је око 320.000 динара, шта је тадашња вриједност од око 320 волова.
Зачуланско гробље налази се јужно од села. Оно је уједно и средњовјековна некропола. У њему је босанскохерцеговачки историчар умјетности Шефик Бешлагић евидентирао чак 74 стећка, међу којима је 14 украшених са сценама турнира, коњаницима, антропоморфним крстовима итд. Осим стећака (у народу чешће називане «грчке гробнице или грчко гробље») у некрополи се налазе и двије камене гробне гомиле, односно тумули. Љубо Спаравало наводи да су једна од друге удаљене око 25 m. Пречник основе је око 15 m, а висина око 2,5 m. Гледајући њихова средишта, гомиле се налазе на дијагонали југоисток-сјеверозапад. И на једној и другој гомили леже по два стећка. На западној страни југоисточне гомиле виде се рушевине једне мале црквице. Њене унутрашње димензије нису веће од 3,50 X 1,80 m, а зидови су дебели до 1 метар. Зидана је без малтера, широким сувозидом. Један метар западно од ове црквице почињу низови стећака. Између стећака се улазило у црквицу (1979:84).
Изван гробља, југоисточно од њега, налазе се остаци друге цркве. Зидана је од клесаног камена, опет без малтера. Унутрашње димензије су јој: по дужини 5,30 m, а по ширини 3,10 m. Зидови су широки до 1 m. Уз спољну страну западног зида, на коме су била и врата цркве, близу јужног угла узидан је један призматични камени стуб (70 X 45 X 25 cm). Стуб је грубо клесан, а на њему је цијелом висином и ширином исклесани рељефасти крст. Спаравало сматра да овај зачулански подсјећа на крст на стубу у оближњем селу Ђедићи. Пред црквом се налази гроб. Сматра се да је ова црква млађа од оне у самом гробљу и стога што се очувала легенда у вези њезиног грађења. Легенда каже да ју је дала изградити једна удовица за свог убијеног сина. По предању, како наводе Петар Ј. Куртовић из Зачуле и Дубравко Куртовић из Требиња, да би се зауставила крвна освета, сазвано је крвно коло, умир. Дошло је до споразума да се жени исплати одштета у новцу. Жена је тражила велику суму, која је и исплаћена, али су том приликом платитељи жену проклели. Цркву је подигла код синова гроба. Предање каже да је у цркву, чим је довршена, због проклетства, ударио гром и потпуно је уништио, а кључ од црквених врата бацио чак у брдо Влаштицу (1979:85).

## Историја Зачуле
У дубровачким изворима село Зачула се писало на различите начине: Xazula, Çaçula, Zaççula, Xaçola, Azula и Sazule. Историчар Марко Вего разлог овог разноврсног начина биљежења села, али и имена и презимена, налази у недовољном или никаквом познавању дубровачких писара српског или хрватског језика. Други разлог би могао бити у непостојању правописног стандарда за називе сусједних крајева, па се уписивање мањих мјеста те имена и презимена њихових становника препуштала на слободу и маштовитост сваког писара. Већина грађе о историји села и старим Зачуљанима потиче из Државног архива у Дубровнику.
Село Зачула и Зачуљани први пут се спомињу 1335. године. Љубо Спаравало преноси резултате архивског истраживања историчара Михаила Динића и наводи спис о два сељака из Рожата, у Ријеци дубровачкој, који су се жалили да су у брду код Зачуле опљачкани и неколико дана провели везани у некој рупи. Даље се наводи да је у Зачули, 1372. године, Вукосав Кобиљачић из требињске Загоре отео неку стоку (1979:81). Михаило Динић је сматрао да је Зачула било тежиште средњовјековне властеле или властеличића (ниже властеле) Красомирића, који су се још називали и патроминицима: Добречевић, Богдановић, Бранковић, Радосалић и Радивојевић. Динић дефинише властелу (вишу и нижу) као феудални друштвени слој слободних људи без својих господара «на својој земљи на племенитој», а који су могли да имају поданике (1967:97). Први евидентирани Красомирић је Добреч и његово име се јавља 1373. године (Динић, 1967:44). Његови синови били су Озриша и Радивој Добречевић-Красомирић. Године 1408. у једном документу се каже да три поданика Озрише Добречевића из Зачуле, примају стоку на испашу (1967:83). У априлу 1396. године Дубровчани траже од Богдана Красомирића да дође у Шумет ради евентуалне накнаде штете коју су направили Богданови људи (1967:44). Није забиљежено у којем су родбинском односу Добреч и Богдан. Године 1408. спомиње се и Радиша Богдановић из Зачуле, поданик кнеза Павла Раденовића (1979:81). Могли бисмо претпоставити да је Радиша Богдановић син Богдана Красомирића. Даље се 1412. године јављају Цохан, Радослав и Припчин Красомирић, синови Бранка, с поданицима из Зачуле (1967:44). Сва тројица су оставила доста трага у судским списима Дубровачке републике. У њима се наводе и као Красомирићи и Бранковићи из Зачуле, а прибиљежене су и варијације њихових имена. Тако су се тужбе водиле против Цохана и Зохана Красомирића, браће Цохана и Припчина Бранковића, Цохана Красомирића Бранковића, те 1413. године Радослава Бранковића (1967:44). Динић сматра да је син Радослава Красомирића, Радоје Радосалић који 1462. године има своје људе у Зачули. Марко Вего пак налази у дубровачким списима Вука Радосалића из Зачуле, дужника у Дубровнику 11. априла 1500. године и Драгобрата Радивојевића из Зачуле, с подручја Журовића, који се спомиње 2. августа 1503. године (1982:131-132). Динић наводи још између осталих два имена које није могао да смјести на ниједан локалитет нити ни уз једну породицу, а овдје их издвајамо зато што би се могла повезати уз назив брда Чуле, а тиме и село Зачулу. То су из 1306. године Радин de Çulia homo de Mlados Dasiga и из 1313. или 1318. године Misclo de Çula homo de Medos (1967:82).
Спаравало тврди да је управо због породице Красомирић зачуланско гробље тако богато стећцима (1979:83). Исти аутор говори о важности краја у којем се налази и Зачула, преносећи налазе историографа Константина Јиречека да су Дубровчани у два наврата 1430. и 1431. године, хтјели да купе од Турака Зачулу заједно са још неколико сусједних села (1979:53).
Зачула је значајна и по томе што су из зачуланске породице Куртовић бирани сеоски кнезови тог краја. Кнезови Куртовићи имали су овласти над селима Зачула, Кутина, Неновићи, Вуковићи, Запланик, Ускопље, Гомиљани и сјеверно до Јежева брда близу предјела Луга и села Месара. И данас се на том подручју катастарске јединице у земљишним књигама зову Куртовићи. Задњи познати кнез Сава Глигов Куртовић умро је од посљедица рањавања у Херцеговачком устанку на Миротињским доловима 1878. године. Кнез Сава Г. Куртовић био је подкомандир баталиона Шумско-Површког и судјеловао је у устанку од самих почетака организовања 1875. године (Зеленика, 1975:205), па све до своје смрти.
Током школске године 1945/46., у Зачули је привремено била смјештена подручна основна школа у приватној кући Куртовића, на самом крају села. Те године ђаке је подучавала наставница Зора Кукурић. Подручна школа је иначе дјеловала у селу Запланик, која је због оштећења у Другом свјетском рату била затворена од 1942. до 1946. године.
Породице Станић и Куртовић доселиле су се у Зачулу крајем 17. или почетком 18. вијека с Млецима, након Морејског рата.

## Тумули, градине и селишта у околици Зачуле
На различитим локалитетима у околици села Зачула забиљежен је велики број тумула, тј. гробних гомила. Ђорђо Одавић наводи да са источне стране брда Ђеринац постоји гомила звана Гомилица на истоименој њиви. Затим постоје гомиле на њивама Прашно, Репочевић, Срнати до, Руж долац, Мокри до, Сан долина, Корито, Јелушина, Вучји до, Коритна, затим у селишту Герушићи, Игриштима, Влакама и Вртинама. Такође постоји гомила испод градине Јеловча, као и Ранчева и Врчкова гомила (1978:150).
Сјеверно изнад села, диже се узвишење звано Градина, са елиптичним насипом, димензија 20 X 15 m. Ту су нађени уломци праисторијске керамике. Сјевероисточно од села налази се локалитет Градац са слабим остацима зидова и керамике. Изнад њива Прашно и Шћеница налази се Куртовића град с нешто уломака керамике, док је Станића град (око 2,5 km сјеверозападно од села) много очуванији са уочљивим сувозидом и прилично керамичких уломака. Градина Јеловча се налази 500 m сјевероисточно од села, али нема никаквих претповијесних налаза (1978:152-153).
Спаравало преноси да је 1903. године Обрад Ђурић-Козић забиљежио да близу Зачуле постоје два селишта: Беровићи и Герушићи. Становници Беровића су вјероватно били сахрањивани у запланичком гробљу код католичке црквице св. Петра, јер их доминиканац Јосип М. Боналди у 17. вијеку спомиње заједно с осталим селима с католичким становништвом и запланичким укопом. За Герушиће се не зна гдје су били покапани (1979:84).